# Selliguea
Selliguea, rod paprati iz porodice Polypodiaceae, dio je potporodice Crypsinoideae.. Po brojnosti vrsta (preko 120) to je prvi rod potporodice, a raširen je po tropskoj i suptropskoj Aziji, pa do zapadnog Pacifika
Tipična je Selliguea feei Bory, epifit iz Kine (Guangdong) i Malezije., Rod je opisan u Dictionnaire classique d'histoire naturelle 6: 587–588. 1824.

## Vrste
1. Selliguea albicaula (Copel.) M.Kato & M.G.Price
2. Selliguea albidopaleata (Copel.) Parris
3. Selliguea albidosquamata (Blume) Parris
4. Selliguea albopes (C.Chr. & Ching) S.G.Lu, Hovenkamp & M.G.Gilbert
5. Selliguea amplexifolia (Christ) Christenh.
6. Selliguea archboldii Copel.
7. Selliguea bakeri (Luerss.) Hovenkamp
8. Selliguea balbi Hovenkamp
9. Selliguea bellisquamata (C.Chr.) Hovenkamp
10. Selliguea bisulcata (Hook.) Hovenkamp
11. Selliguea brachypodia (Copel.) Christenh.
12. Selliguea brooksii (Alderw.) Hovenkamp
13. Selliguea capitellata (Wall.) X.C.Zhang & L.J.He
14. Selliguea caudiformis (Blume) J.Sm.
15. Selliguea ceratophylla (Copel.) Hovenkamp
16. Selliguea cesatiana (Baker) Christenh.
17. Selliguea chenopus (Christ) S.G.Lu, Hovenkamp & M.G.Gilbert
18. Selliguea chrysotricha (C.Chr.) Fraser-Jenk.
19. Selliguea conjuncta (Ching) S.G.Lu, Hovenkamp & M.G.Gilbert
20. Selliguea conmixta (Ching) S.G.Lu, Hovenkamp & M.G.Gilbert
21. Selliguea connexa (Ching) S.G.Lu, Hovenkamp & M.G.Gilbert
22. Selliguea costulata (Ces.) Wagner & Grether
23. Selliguea craspedosora (Copel.) Hovenkamp
24. Selliguea crassirhizoma (Fraser-Jenk., Odyou & D.K.Roy) comb.ined.
25. Selliguea crenatopinnata (C.B.Clarke) S.G.Lu, Hovenkamp & M.G.Gilbert
26. Selliguea cretifera (Alderw.) Ching
27. Selliguea cruciformis (Ching) Fraser-Jenk.
28. Selliguea cyrtomioides (S.G.Lu & C.D.Xu) Christenh.
29. Selliguea dactylina (Christ) S.G.Lu, Hovenkamp & M.G.Gilbert
30. Selliguea dareiformis (Hook.) X.C.Zhang & L.J.He
31. Selliguea daweishanensis (S.G.Lu) S.G.Lu, Hovenkamp & M.G.Gilbert
32. Selliguea dekockii (Alderw.) Hovenkamp
33. Selliguea digitata (Ching) S.G.Lu, Hovenkamp & M.G.Gilbert
34. Selliguea ebenipes (Hook.) S.Linds.
35. Selliguea echinospora (Tagawa) Fraser-Jenk.
36. Selliguea elmeri (Copel.) Ching
37. Selliguea enervis (Cav.) Ching
38. Selliguea engleri (Luerss.) Fraser-Jenk.
39. Selliguea erythrocarpa (Mett.) X.C.Zhang & L.J.He
40. Selliguea falcatopinnata (Hayata) H.Ohashi & K.Ohashi
41. Selliguea feei Bory
42. Selliguea feeioides Copel.
43. Selliguea ferrea (Brause) Hovenkamp
44. Selliguea glauca (J.Sm. ex Brack.) Hovenkamp
45. Selliguea glaucopsis (Franch.) S.G.Lu, Hovenkamp & M.G.Gilbert
46. Selliguea gracilipes (Alderw.) Hovenkamp
47. Selliguea griffithiana (Hook.) Fraser-Jenk.
48. Selliguea hainanensis (Ching) S.G.Lu, Hovenkamp & M.G.Gilbert
49. Selliguea hastata (Thunb.) Fraser-Jenk.
50. Selliguea hellwigii (Diels) Hovenkamp
51. Selliguea heterocarpa (Blume) Blume
52. Selliguea himalovata (Fraser-Jenk. & Kandel) Christenh.
53. Selliguea hirtella (Ching) S.G.Lu, Hovenkamp & M.G.Gilbert
54. Selliguea incisocrenata (Ching ex W.M.Chu & S.G.Lu) S.G.Lu, Hovenkamp & M.G.Gilbert
55. Selliguea kachinensis Hovenkamp, S.Linds. & Fraser-Jenk.
56. Selliguea kingpingensis (Ching) S.G.Lu, Hovenkamp & M.G.Gilbert
57. Selliguea laciniata (C.Presl) Hovenkamp
58. Selliguea lagunensis (Christ) Hovenkamp
59. Selliguea lanceola (Mett.) E.Fourn.
60. Selliguea lateritia (Baker) Hovenkamp
61. Selliguea lauterbachii (Alderw.) Hovenkamp
62. Selliguea lehmannii (Mett.) Christenh.
63. Selliguea leucophora (Baker) Christenh.
64. Selliguea likiangensis (Ching) S.G.Lu, Hovenkamp & M.G.Gilbert
65. Selliguea majoensis (C.Chr.) Fraser-Jenk.
66. Selliguea major (Fraser-Jenk.) comb.ined.
67. Selliguea malacodon (Hook.) S.G.Lu, Hovenkamp & M.G.Gilbert
68. Selliguea metacoela (Alderw.) Parris
69. Selliguea moulmeinensis (Bedd.) X.C.Zhang & L.J.He
70. Selliguea murudensis (C.Chr.) Parris
71. Selliguea neglecta (Blume) Hovenkamp
72. Selliguea nepalensis (Nakaike) K.Iwats.
73. Selliguea nigropaleacea (Ching) S.G.Lu, Hovenkamp & M.G.Gilbert
74. Selliguea nigrovenia (Christ) S.G.Lu, Hovenkamp & M.G.Gilbert
75. Selliguea oblongifolia (S.K.Wu) S.G.Lu, Hovenkamp & M.G.Gilbert
76. Selliguea obtusa (Ching) S.G.Lu, Hovenkamp & M.G.Gilbert
77. Selliguea okamotoi (Tagawa) Ralf Knapp
78. Selliguea omeiensis (Ching) S.G.Lu, Hovenkamp & M.G.Gilbert
79. Selliguea oodes (Kunze) Hovenkamp
80. Selliguea oxyloba (Wall. ex Kunze) Fraser-Jenk.
81. Selliguea pampylocarpa (Alderw.) Hovenkamp
82. Selliguea phuluangensis (Tagawa & K.Iwats.) Christenh.
83. Selliguea pianmaensis (W.M.Chu) S.G.Lu, Hovenkamp & M.G.Gilbert
84. Selliguea plantaginea Brack.
85. Selliguea platyphylla (Sw.) Ching
86. Selliguea plebiscopa (Baker) Pic.Serm.
87. Selliguea proavita (Copel.) Christenh.
88. Selliguea pseudoacrosticha (Alderw.) Hovenkamp
89. Selliguea pui Hovenkamp
90. Selliguea pyrolifolia (Goldm.) Hovenkamp
91. Selliguea quasidivaricata (Hayata) H.Ohashi & K.Ohashi
92. Selliguea rhynchophylla (Hook.) Fraser-Jenk.
93. Selliguea rigida (Hook.) Hovenkamp
94. Selliguea roseomarginata (Ching) S.G.Lu, Hovenkamp & M.G.Gilbert
95. Selliguea senanensis (Maxim.) S.G.Lu, Hovenkamp & M.G.Gilbert
96. Selliguea setacea (Copel.) Hovenkamp
97. Selliguea simplicissima (F.Muell.) Hovenkamp
98. Selliguea soridens (Hook.) Hovenkamp
99. Selliguea sri-ratu Hovenkamp
100. Selliguea stenophylla (Blume) Parris
101. Selliguea stenosquamis Hovenkamp
102. Selliguea stewartii (Bedd.) S.G.Lu, Hovenkamp & M.G.Gilbert
103. Selliguea subsparsa (Baker) Hovenkamp
104. Selliguea subtaeniata (Alderw.) Hovenkamp
105. Selliguea taeniata (Sw.) Parris
106. Selliguea tafana (C.Chr.) Hovenkamp
107. Selliguea taiwanensis (Tagawa) H.Ohashi & K.Ohashi
108. Selliguea tamdaoensis (V.N.Tu) comb.ined.
109. Selliguea tatsienensis (Franch. & Bureau ex Christ) Christenh.
110. Selliguea tenuicauda (Hook.) Christenh.
111. Selliguea tenuipes (Ching) S.G.Lu, Hovenkamp & M.G.Gilbert
112. Selliguea tibetana (Ching & S.K.Wu) S.G.Lu, Hovenkamp & M.G.Gilbert
113. Selliguea tomentosa (W.M.Chu) Christenh.
114. Selliguea triloba (Houtt.) M.G.Price
115. Selliguea triquetra (Blume) Ching
116. Selliguea trisecta (Baker) Fraser-Jenk.
117. Selliguea veitchii (Baker) H.Ohashi & K.Ohashi
118. Selliguea violascens (Mett.) Hovenkamp
119. Selliguea wardii (C.B.Clarke) Christenh.
120. Selliguea whitfordii (Copel.) Hovenkamp
121. Selliguea wuliangshanensis (W.M.Chu) S.G.Lu, Hovenkamp & M.G.Gilbert
122. Selliguea wusugongii Liang Zhang, X.P.Fan & Li Bing Zhang
123. Selliguea yakuinsularis (Masam.) H.Ohashi & K.Ohashi
124. Selliguea yakushimensis (Makino) Fraser-Jenk.
125. Selliguea ×coronaterminalis (Fraser-Jenk. & Kandel) comb.ined.
126. Selliguea ×khasiana (Fraser-Jenk., Sushil K.Singh & J.Fraser-Jenk.) comb.ined.

## Sinonimi
Postoje brojni sinonimi.